# Jeziorzany (województwo małopolskie)
Jeziorzany – wieś w Polsce, położona w województwie małopolskim, w powiecie krakowskim, w gminie Liszki.
W latach 1975–1998 miejscowość administracyjnie należała do województwa krakowskiego.

## Położenie
Miejscowość leży nad rzeką Wisłą w mezoregionie zwanym Rowem Skawińskim w obrębie makroregionu Brama Krakowska. Wisła jest głównym czynnikiem wpływającym na okoliczną przyrodę. Kilka jeziorek to pozostałość po starorzeczu. Znajduje się tutaj kilka białych wapiennych skałek. Od północy wieś Jeziorzany graniczy z sołectwami Rączna i Ściejowice, od zachodu z wsią Wołowice, południową i zachodnią granice wyznacza rzeka Wisła. Miejscowość wchodzi w skład Aglomeracji krakowskiej.
Wieś połączona jest z Krakowem linią MPK Kraków. W miejscowości znajduje się przeprawa promowa na Wiśle do sąsiedniej Skawiny.

## Integralne części wsi
| SIMC    | Nazwa        | Rodzaj    |
| ------- | ------------ | --------- |
| 0325245 | Gawora       | część wsi |
| 0325251 | Górskie Domy | część wsi |
| 0325268 | Kutek        | część wsi |
| 0325274 | Nawsie       | część wsi |
| 0325280 | Olszyna      | część wsi |
| 0325297 | Podskale     | część wsi |
| 0325305 | Podwale      | część wsi |

## Opis miejscowości
W Jeziorzanach znajduje się szkoła podstawowa im. Jana Pawła II, jednostka Ochotniczej straży pożarnej, kościół parafialny parafii Miłosierdzia Bożego oraz cmentarz. W miejscowości działa stowarzyszenie „Sukces”.

## Historia
W źródłach miejscowość pojawia się po raz pierwszy w latach 1470–1480 pod nazwą Yeszerzani. Przed 1528 rokiem była własnością biskupstwa w Krakowie. W 1528 roku bp Piotr Tomicki zamienia z klasztorem tynieckim Jeziorzany za inne wsie, zamianę potwierdza Zygmunt I Stary. W 1882 roku większa część wsi należała do szpitala św. Łazarza w Krakowie, zamieszkana była przez 402 mieszkańców, trudniących się rolnictwem i wyrobem słomkowych kapeluszy.

## Zabytki
W centrum wsi stoi zabytkowa kapliczka. Znajduje się tutaj również kilka stanowisk archeologicznych.

## Sport
LKS Wisła Jeziorzany:
- rok założenia: 28 września 1948;
- barwy: błękitno-białe;
- stadion: 200 miejsc, 105 × 68 m;
- trener drużyny: Marcin Królik[7].

## Ludzie związani z Jeziorzanami
- Stanisław Nowak – arcybiskup metropolita częstochowski.

## Ciekawostki
- Wieś słynie z przetwórstwa wikliny.
- W 2008 roku w okolicy zaobserwowano pumę lub lwa[8][niewiarygodne źródło?].
- W 2025 do wsi przyjechali inżynierowie prowadzeni przez Ukraińskiego developera, niszczącego środowisko.